# Usha Goswami

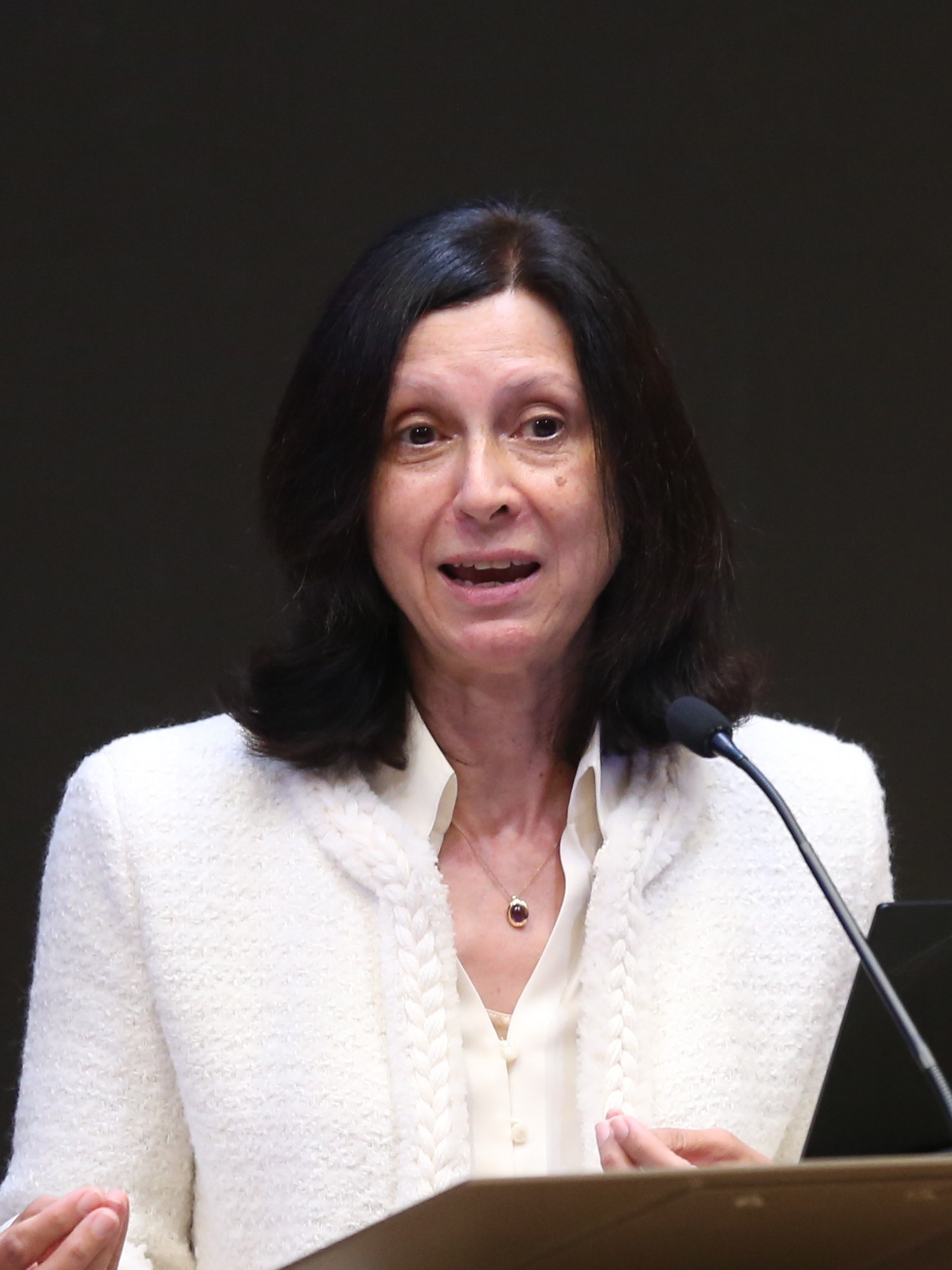
Usha Goswami bei der Yidan Prize Foundation (2019)

Usha Claire Goswami (* 21. Februar 1960) ist eine britische Neurowissenschaftlerin.
Goswani ist Professorin an der University of Cambridge und Direktorin des dortigen Centre for Neuroscience in Education.
Sie wurde an der University of Oxford promoviert und wurde später Professorin am University College London. 2003 wechselte sie an die University of Cambridge.
Forschungsschwerpunkte sind unter anderem die Entwicklung des Lesens und Dyslexie.

## Auszeichnungen
- 2013: Fellow of the British Academy
- 2019: Yidan-Preis
- 2021: Commander of the Order of the British Empire (CBE)
- 2025: Mitglied der American Academy of Arts and Sciences

## Schriften (Auswahl)

### Bücher
- Goswami, U (2014): Child Psychology: A very short introduction. Oxford University Press.
- Goswami, U (2008): Cognitive Development: The Learning Brain. Psychology Press, Taylor & Francis.
- Goswami, U (2001): So denken Kinder : Enführung in die Psychologie der kognitiven Entwicklung. Bern: Huber. (Orig.: Cognition in children. Hove: Psychology Press, 1997)

### Aufsätze
- Ziegler, J. C., & Goswami, U. (2005): Reading acquisition, developmental dyslexia, and skilled reading across languages: a psycholinguistic grain size theory. Psychological bulletin, 131(1), 3.
- Goswami, U. (2006): Neuroscience and education: from research to practice?. Nature reviews neuroscience, 7(5), 406-413.
- Goswami, U. (2011): A temporal sampling framework for developmental dyslexia. Trends in cognitive sciences, 15(1), 3-10.
- Goswami, U. (2016): Educational neuroscience: Neural structure-mapping and the promise of oscillations. Current Opinion in Behavioral Sciences, 10, 89–96. https://doi.org/10.1016/j.cobeha.2016.05.011
- Goswami, U. (2020): Toward realizing the promise of educational neuroscience: Improving experimental design in developmental cognitive neuroscience studies. Annual Review of Developmental Psychology, 2(1), 133-155.
- Attaheri, A., Ní Choisdealbha, Á., Rocha, S., Brusini, P., Di Liberto, G. M., Mead, N., ... & Goswami, U. (2024): Infant low-frequency EEG cortical power, cortical tracking and phase-amplitude coupling predicts language a year later. PloS one, 19(12), e0313274.